# Mathilde Ehrlich
Mathilde Ehrlich (geboren am 5. Februar 1888 in Wien; gestorben nach 1950) war eine österreichische Opernsängerin in der Stimmlage Mezzosopran.

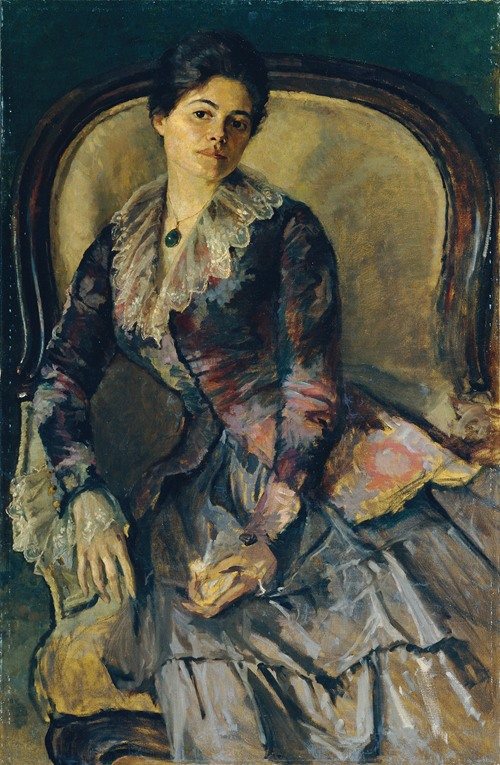
Viktor Tischler: Mathilde (1914)

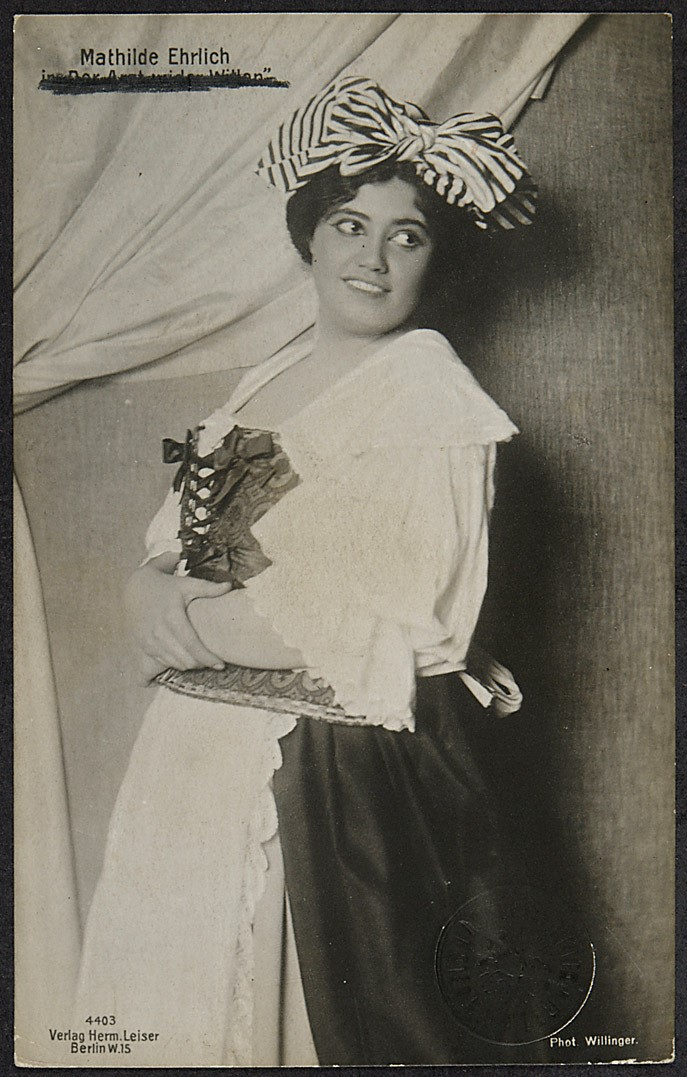
Rollenfoto von Wilhelm Willinger

## Leben
Mathilde Ehrlich stammte aus der Ehe von Benjamin Ehrlich und Susanna geb. Stier. Ihr erstes Engagement hatte sie ab 1908 an der Komischen Oper Berlin. 1911/12 sang sie an der Wiener Hofoper und 1912/13 an der Wiener Volksoper. 1913/14 war sie am Stadttheater Chemnitz engagiert und von 1916 bis 1920 am Deutschen Theater in Brünn. 
Sie heiratete 1917 den Maler Viktor Tischler, ihre 1918 geborene Tochter Manina Tischler wurde bildende Künstlerin. Mathilde Tischler-Ehrlich gastierte in den 1920er Jahren nur noch gelegentlich in Wien an der Volksoper.
Ehrlich sang unter anderem die Martha in Tiefland, die Giulietta in Hoffmanns Erzählungen, die Annina in Eiserner Heiland von Max von Oberleithner, die Annette in Der polnische Jude, die Tosca und 1920 die Carmen an der Volksoper. Sie trat auch in Operetten wie die Die Fledermaus als Rosalinde und in Zigeunerliebe als Ilona auf.
Im Jahr 1928 zog die Familie nach Frankreich. Nach der deutschen Besetzung Frankreichs 1940 gelang ihr und ihrem Mann mit Unterstützung des Emergency Rescue Committees und einem Affidavit ihrer Tochter und ihres Schwiegersohns Robert Thoeren die Flucht in die USA. Später zogen die Eheleute wieder nach Frankreich. Zum Zeitpunkt des Todes von Viktor Tischler 1951 lebten sie in Beaulieu-sur-Mer.